# اخنیو منا
اخنیو منا (اسپانیایی: Eugenio Mena‎؛ زاده ۱۸ ژوئیهٔ ۱۹۸۸) یک بازیکن فوتبال اهل شیلی است.

## تیم ملی
وی همچنین در تیم ملی فوتبال شیلی بازی کرده‌است.